# Indigenato
Ne doit pas être confondu avec Indigénat.
Pour un article plus général, voir Titre ancestral.
Dans le droit colonial portugais, la doctrine de l'indigenato désigne le titre des autochtones sur les terres qu'ils occupent traditionnellement. Aujourd'hui, ce concept est encore utilisé dans le contexte du droit indigéniste brésilien.
Au titre de l'indigenato, les Indiens brésiliens se voient reconnaître des droits sur les terres.
Ces droits sont inscrits à l'article 231 de la Constitution brésilienne de 1988 en ces termes : " Sont reconnus aux Indiens […] les droits originaires sur les terres qu’ils occupent traditionnellement".
L'indigenato est un concept juridique brésilien développé par le juriste João Mendes Junior en 1912. Ce concept est lié plus largement à l'indigénisme latino-américain.

## Pour aller plus loin
- Boris Marlin, L'indigenato des Indiens brésiliens sur les terres qu'ils occupent, 1982-2015, France, Guyane française, Université des Antilles et de la Guyane, 2008
- (pt) Helena Azevedo Paulo de Almeida, « A tese do Indigenato e os direitos originários a partir de João Mendes Júnior », Mosaico, vol. 15, no 24,‎ 22 décembre 2023, p. 454–475 (ISSN 2176-8943, DOI 10.12660/rm.v15n24.2023.89032, lire en ligne, consulté le 16 avril 2024)
- (en) Zia Akhtar, « Brazilian Indians: the legacy of the indigenato and assertion of native identity », International Journal of Human Rights and Constitutional Studies, vol. 2, no 4,‎ 2014, p. 322 (ISSN 2050-103X et 2050-1048, DOI 10.1504/IJHRCS.2014.067876, lire en ligne, consulté le 16 avril 2024)